# Rhingia orthoneurina
Rhingia orthoneurina är en tvåvingeart som beskrevs av Speiser 1910. Rhingia orthoneurina ingår i släktet näbblomflugor, och familjen blomflugor. Inga underarter finns listade i Catalogue of Life.